# Жикина шареница
Жикина шареница је српска телевизијска емисија која се емитује од 10. марта 2018. на телевизији Пинк, суботом и недељом ујутро од 10 до 13 сати. Водитељ емисије је Живорад Жика Николић. Од 29. октобра 2005. године до 25. фебруара 2018. године, емисија се емитовала на РТС 1, суботом и недељом ујутро од 9 до 11 сати, У почетку емитовања ове емисије на Пинк емитовала се од 8:30 до 11:30 сати, да би од 5. јануара 2019. од 10 до 13 сати.
Садржај Жикине шаренице чине наступи разноврсних гостију, кувара, музичара, културно-уметничких друштава, као и репортаже са терена те документарни прилози.
По преласку 2018. године ове емисије на Пинк, РТС је уместо ње основао емисију Шареница.

## Занимљивости
- У недељу 17. јула 2011. емисија је у копродукцији Радио-телевизије Србије и Радио-телевизије Републике Српске емитована из Бијељине.[2] Ову епизоду су заједно водили Жика Николић и Свјетлана Марковић.
- У недељу 10. маја 2015. је емитована јубиларна 1000. епизода емисије Жикина шареница.